# Acreichthys radiatus
Poisson-lime à rayons
Espèce
Acreichthys radiatus, également appelé Poisson-lime à rayons, est une espèce de poissons marin de la famille des  Monacanthidae qui regroupe les poissons-limes et les monacanthes, proches parents des balistes.
Il est présent dans les eaux tropicales de la zone occidentale de l'Océan Pacifique, soit les îles Ryūkyū , les Philippines, la partie orientale de l'Indonésie,la Papouasie-Nouvelle-Guinée l'Australie, et la Nouvelle-Calédonie.
Sa taille maximale est de 7 cm.